# Camerino
Camerino is een gemeente in de Italiaanse provincie Macerata (regio Marche) en telt 6687 inwoners (31-12-2019). De oppervlakte bedraagt 129,6 km², de bevolkingsdichtheid is 55 inwoners per km². Camerino telt ongeveer 2962 huishoudens. Het aantal inwoners daalde in de periode 1991-2001 met 6,3% volgens cijfers uit de tienjaarlijkse volkstellingen van ISTAT.

## Geschiedenis

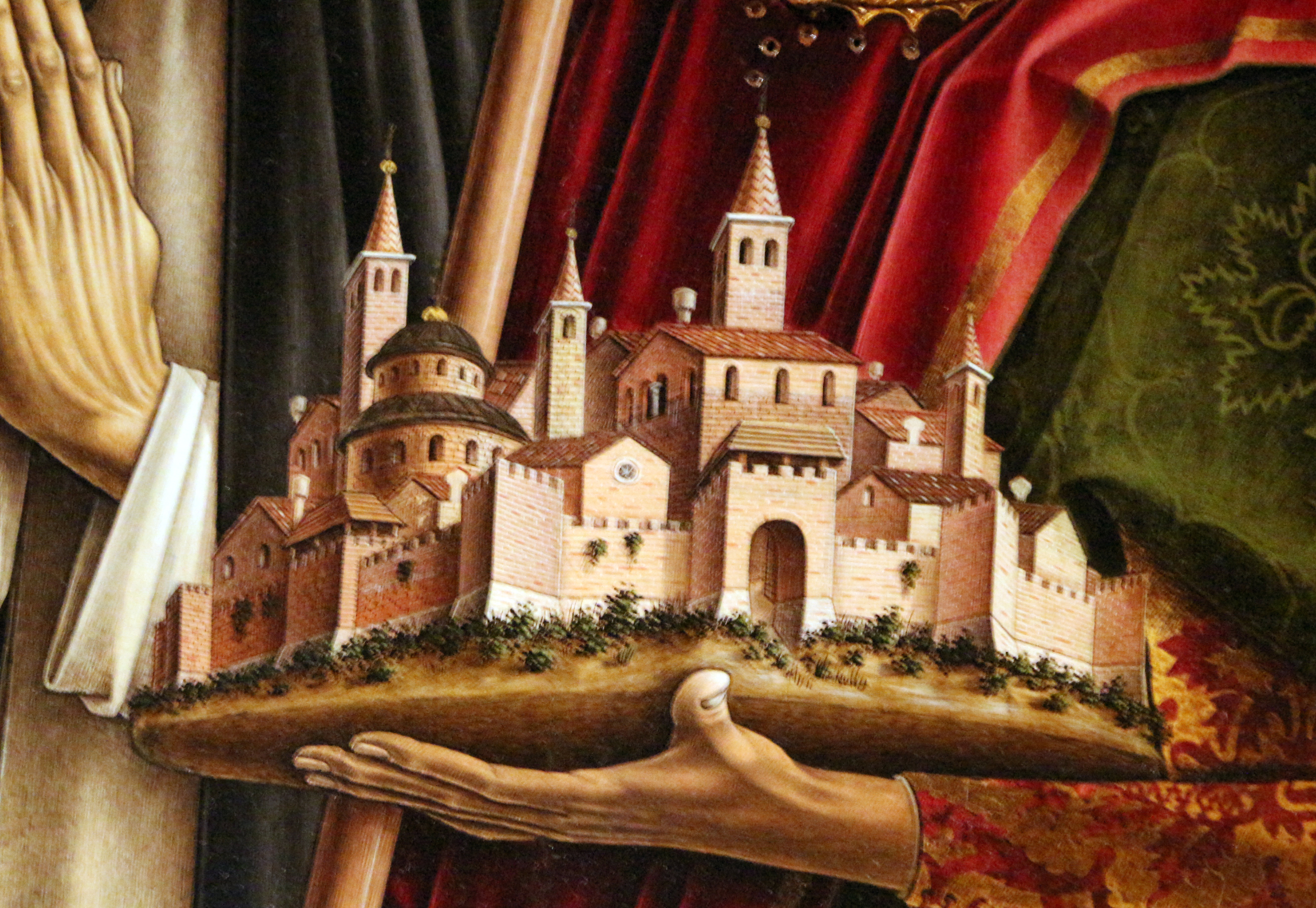
Detail van het Camerinodrieluik (Carlo Crivelli, 1482)

Camerino is een zeer oude stad. De naam is afgeleid van Cameria of Camerta, een stad gesticht door een klein Umbrisch volk, de Camerti. In 309 v.Chr. sloten de Camerti en de Romeinen een verbond met voor beiden gelijke condities. In de eerste eeuwen van onze jaartelling is nog regelmatig bekrachtigd dat de privileges van de Romeinse burgers ook voor de burgers van Camerino golden.
Camerino was in de Middeleeuwen een onafhankelijk staatje (1259-1539). Het was een enclave binnen de Pauselijke Staat. Het werd bestuurd door de familie da Varano, een zijtak van het hertogelijk huis van Spoleto. Kortstondig was Camerino zelf een hertogdom (1515-1539). Nadien ging Camerino op in de Pauselijke Staat.

## Universiteit
In Camerino bevindt zich sinds 1336 een universiteit. Deze heeft tegenwoordig vijf faculteiten: Architectuur, Farmacie, Rechten, Diergeneeskunde, Natuurwetenschappen en Technologie. De universiteit heeft ca. 600 docenten en ruim 9000 studenten. Delen van de universiteit bevinden zich thans in de naburige steden 
Ascoli Piceno, Recanati, San Benedetto del Tronto en Matelica.

## Inwoners
| Jaar | Inwoneraantal |
| ---- | ------------- |
| 1991 | 7320          |
| 2001 | 6858          |

## Geografie
De gemeente ligt op ongeveer 667 m boven zeeniveau.
Camerino grenst aan de volgende gemeenten: Caldarola, Castelraimondo, Fiastra, Muccia, Pievebovigliana, Pioraco, Sefro, Serrapetrona, Serravalle di Chienti.

## Geboren in Camerino
- Jimmy Fontana (1934-2013), zanger en acteur
- Antonio Napolioni (1957), bisschop